# Carl Alexander de Wurtemberg
Ne doit pas être confondu avec Charles-Alexandre de Wurtemberg.
Carl Alexander de Wurtemberg (en religion Père Odo OSB) (né à Stuttgart, le 12 mars 1896 et mort au château d'Altshausen, Alsthausen, le 27 décembre 1964) est un membre de la maison de Wurtemberg, devenu moine bénédictin. Pendant l'ère nazie et post-nazie, il apporte une aide aux réfugiés, aux juifs et aux prisonniers de guerre et est signalé aux autorités nazies pour ces activités.

## Biographie

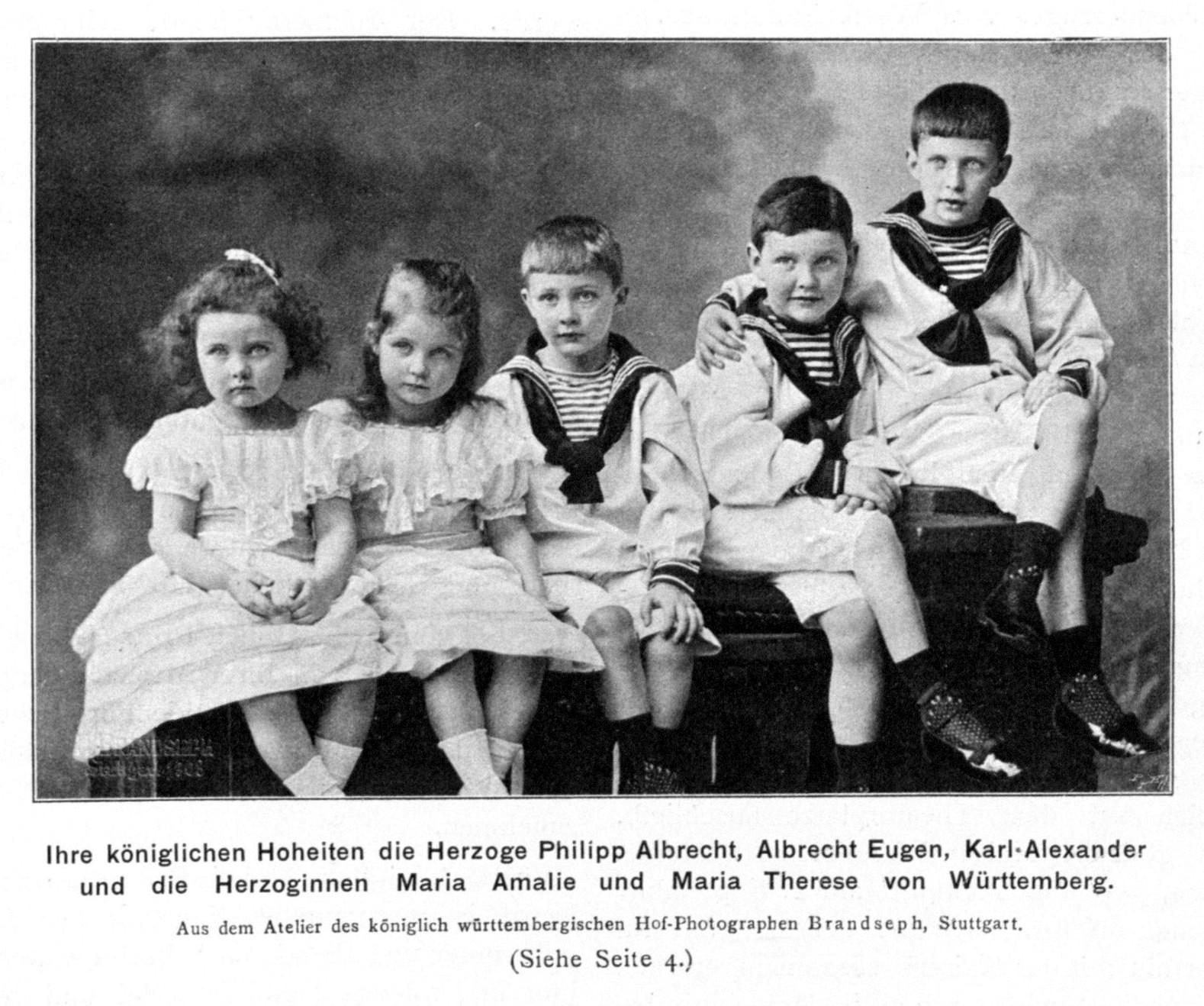
Carl Alexander de Wurtemberg (au milieu) avec ses frères et sœurs en 1903.

### Famille
Carl Alexander est le troisième fils du duc Albert de Wurtemberg et de l'archiduchesse Marguerite de Habsbourg-Lorraine. Il a deux frères aînés : Philippe Albert (1893-1975) et Albrecht Eugen (1895-1954), ainsi que quatre sœurs cadettes : Marie Amélie (1897-1923), Marie Thérèse (1898-1928), Marie Elisabeth (1899-1900) et Marguerite Marie (1902-1945). Carl Alexander, qui a perdu sa mère à un âge précoce (six ans), grandit à Stuttgart, Cassel, Potsdam et parfois aussi en Autriche. Initialement instruit à domicile, il fréquente ensuite le lycée après 1914.

### Première Guerre et prêtrise
Pendant la Première Guerre mondiale, il combat sur le front occidental en Italie. Capitaine, il démissionne de l'armée, à la suite de la révolution allemande de 1918-1919, et devient en quelques mois postulant à l'abbaye Saint-Martin de Beuron. Il entre au noviciat en 1920 en tant que Frère Odo, prononçant ses vœux en février 1921. Son père succède au roi Guillaume II, un cousin éloigné, à la tête de la maison de Wurtemberg en octobre de la même année. Frère Odo est ordonné prêtre en 1926. À l'été 1930, devenu le Père Odo, il est envoyé à l'abbaye Saint-Martin, à Weingarten, non loin du château d'Altshausen. Il a occupé plusieurs postes au monastère et a été actif au sein de différentes organisations catholiques de jeunesse. En raison de sa position et des valeurs catholiques conservatrices de sa famille, il s'est engagé dans l'opposition au national-socialisme dès 1933 et a été interrogé à plusieurs reprises par la Gestapo.
Il quitte l'abbaye pour se rendre dans le Wurtemberg en 1934. Les nazis expulsent le Père Odo d'Allemagne en 1936, et il s'est réfugié dans des monastères en Suisse et en Italie. En Suisse, il fonde l'International Catholic Refugees et voyage à travers l'Europe.
Carl Alexander a également agi en tant qu'informateur du Federal Bureau of Investigation et a espionné Wallis Simpson, la maîtresse, devenue plus tard l'épouse du roi du Royaume-Uni, Edward VIII.

### Émigration aux États-Unis
En 1940, après que le gouvernement suisse l'a informé qu'il ne pouvait garantir sa sécurité, le Père Odo décide d'émigrer aux États-Unis. Avant de partir, il détruit ses papiers personnels, de sorte que ses activités n'ont pas pu être retracées en détail. À partir de 1941, le Père Odo a vécu à Washington, DC, poursuivant son travail avec les réfugiés et permettant aux Juifs d'émigrer d'Allemagne et de ses territoires conquis. À partir de 1943, il s'occupe de la pastorale des Allemands dans les camps de prisonniers de guerre américains. Il a déclaré au Federal Bureau of Investigation que la duchesse de Windsor avait eu des rapports intimes avec Joachim von Ribbentrop lorsqu'il était ambassadeur d'Allemagne à Londres (1936-1938).
L'historien et archiviste de la Maison de Wurtemberg, Eberhard Fritz, estime que l'opposition de Claus von Stauffenberg à Adolf Hitler a peut-être été en partie motivée par sa relation avec la maison de Wurtemberg (le père de Stauffenberg était le dernier Oberhofmarschall du Royaume de Wurtemberg). Stauffenberg connaissait personnellement le Père Odo et était bien conscient des cercles de résistance contre les nazis.
Après la fin de la Seconde Guerre mondiale, le Père Odo fonde la Central European Rehabilitation Association (CERA), dans le but de fournir à l'Europe centrale déchirée par la guerre, de la nourriture, des vêtements, des médicaments et d'autres produits de première nécessité.

### Retour en Allemagne
En 1949, après que le CERA eut rempli sa fonction et fut dissout, le Père Odo retourne à l'abbaye de Saint-Barthélemy en Allemagne. Il quitte le monastère en 1952 en raison d'une maladie cardiaque, retournant dans son château familial à Altshausen. Il y passe les dernières années de sa vie et, en 1960, il recrée les Yellow Hussars d'Altshausen.
Le Père Odo a été brièvement interviewé et mentionné dans la biographie de 1959 consacrée à sa cousine la reine Mary de Teck par le biographe britannique James Pope-Hennessy.

### Mort
Carl Alexander meurt au château d'Altshausen, le 27 décembre 1964, à l'âge de 68 ans.
Selon ses volontés, il est inhumé au cimetière de l'abbaye Saint-Martin à Weingarten, Wurtemberg.

## Honneurs
Carl Alexander de Wurtemberg est  :
- Grand cordon de l'ordre de la Couronne de Wurtemberg.
- Chevalier de l'ordre de Saint-Hubert (Bavière).
- Chevalier de l'ordre des Saints-Cyrille-et-Méthode (Royaume de Bulgarie).
- Chevalier de l'ordre de l'Aigle noir (Prusse).
- Grand-croix de l'ordre de Saint-Étienne de Hongrie.

## Ascendance
|  |                                                 |  |  |  |  |  |  |  |  |  |  |  |  |
|  | 8. Alexandre de Wurtemberg (1804-1881)          |  |  |  |  |  |  |  |  |  |  |  |  |
|  |                                                 |  |  |  |  |  |  |  |  |  |  |  |  |
|  |                                                 |  |  |  |  |  |  |  |  |  |  |  |  |
|  | 4. Philippe de Wurtemberg                       |  |  |  |  |  |  |  |  |  |  |  |  |
|  |                                                 |  |  |  |  |  |  |  |  |  |  |  |  |
|  |                                                 |  |  |  |  |  |  |  |  |  |  |  |  |
|  | 9. Marie d'Orléans (1813-1839)                  |  |  |  |  |  |  |  |  |  |  |  |  |
|  |                                                 |  |  |  |  |  |  |  |  |  |  |  |  |
|  |                                                 |  |  |  |  |  |  |  |  |  |  |  |  |
|  | 2. Albert de Wurtemberg                         |  |  |  |  |  |  |  |  |  |  |  |  |
|  |                                                 |  |  |  |  |  |  |  |  |  |  |  |  |
|  |                                                 |  |  |  |  |  |  |  |  |  |  |  |  |
|  | 10. Albert de Teschen (1817-1895)               |  |  |  |  |  |  |  |  |  |  |  |  |
|  |                                                 |  |  |  |  |  |  |  |  |  |  |  |  |
|  |                                                 |  |  |  |  |  |  |  |  |  |  |  |  |
|  | 5. Marie-Thérèse d'Autriche (1845-1927)         |  |  |  |  |  |  |  |  |  |  |  |  |
|  |                                                 |  |  |  |  |  |  |  |  |  |  |  |  |
|  |                                                 |  |  |  |  |  |  |  |  |  |  |  |  |
|  | 11. Hildegarde de Bavière                       |  |  |  |  |  |  |  |  |  |  |  |  |
|  |                                                 |  |  |  |  |  |  |  |  |  |  |  |  |
|  |                                                 |  |  |  |  |  |  |  |  |  |  |  |  |
|  | 1. Carl Alexander de Wurtemberg                 |  |  |  |  |  |  |  |  |  |  |  |  |
|  |                                                 |  |  |  |  |  |  |  |  |  |  |  |  |
|  |                                                 |  |  |  |  |  |  |  |  |  |  |  |  |
|  | 12. François-Charles d'Autriche                 |  |  |  |  |  |  |  |  |  |  |  |  |
|  |                                                 |  |  |  |  |  |  |  |  |  |  |  |  |
|  |                                                 |  |  |  |  |  |  |  |  |  |  |  |  |
|  | 6. Charles-Louis d'Autriche (1833-1896)         |  |  |  |  |  |  |  |  |  |  |  |  |
|  |                                                 |  |  |  |  |  |  |  |  |  |  |  |  |
|  |                                                 |  |  |  |  |  |  |  |  |  |  |  |  |
|  | 13. Sophie de Bavière                           |  |  |  |  |  |  |  |  |  |  |  |  |
|  |                                                 |  |  |  |  |  |  |  |  |  |  |  |  |
|  |                                                 |  |  |  |  |  |  |  |  |  |  |  |  |
|  | 3. Marguerite de Habsbourg-Lorraine             |  |  |  |  |  |  |  |  |  |  |  |  |
|  |                                                 |  |  |  |  |  |  |  |  |  |  |  |  |
|  |                                                 |  |  |  |  |  |  |  |  |  |  |  |  |
|  | 14. Ferdinand II (roi des Deux-Siciles)         |  |  |  |  |  |  |  |  |  |  |  |  |
|  |                                                 |  |  |  |  |  |  |  |  |  |  |  |  |
|  |                                                 |  |  |  |  |  |  |  |  |  |  |  |  |
|  | 7. Marie-Annonciade de Bourbon-Siciles          |  |  |  |  |  |  |  |  |  |  |  |  |
|  |                                                 |  |  |  |  |  |  |  |  |  |  |  |  |
|  |                                                 |  |  |  |  |  |  |  |  |  |  |  |  |
|  | 15. Marie-Thérèse de Habsbourg-Lorraine-Teschen |  |  |  |  |  |  |  |  |  |  |  |  |
|  |                                                 |  |  |  |  |  |  |  |  |  |  |  |  |
|  |                                                 |  |  |  |  |  |  |  |  |  |  |  |  |